# Šipački Breg
Šipački Breg is een plaats in de gemeente Samobor in de Kroatische provincie Zagreb. De plaats telt 45 inwoners (2001).